# Jardins suspendus de Babylone
Les jardins suspendus de Babylone sont un édifice antique, considéré comme une des Sept Merveilles du monde antique. Ils apparaissent dans les écrits de plusieurs auteurs grecs et romains antiques (Diodore de Sicile, Strabon, Philon d'Alexandrie, etc.), qui s'inspirent tous de sources plus anciennes disparues, dont le prêtre babylonien Bérose. C'est à ce dernier que l'on doit l'histoire de la construction de ces jardins par Nabuchodonosor II (605-562 av. J.-C.) afin de rappeler à son épouse, Amytis de Médie, les montagnes boisées de son pays natal, aux environs d'Ecbatane.
Lors de la redécouverte et des fouilles de Babylone (dans le sud de l'Irak actuel) au début du XXe siècle, l'emplacement des jardins suspendus a été cherché. Mais alors que les autres constructions mythiques de la ville (Tour de Babel/ziggurat, murailles, palais royaux) ont été retrouvées par l'archéologie et la traduction des inscriptions anciennes, cela n'a pas été le cas des jardins. Les chercheurs contemporains ont donc émis diverses propositions : certains ont cherché à localiser les emplacements possibles des jardins suspendus dans la ville, tandis que d'autres ont remis en cause leur existence, les situant dans une autre ville (Ninive) ou les reléguant au rang d'invention développée par des auteurs antiques à partir des jardins royaux babyloniens. 

## Les données des sources antiques

### Les différentes sources
Les jardins suspendus sont absents des sources cunéiformes babyloniennes et apparaissent uniquement dans les textes d'une poignée d'auteurs de langue grecque et latine. Ils ne manquent pas de poser des difficultés car il s'agit souvent de sources indirectes, des citations d'autres auteurs qui auraient été des témoins directs du monument mais dont les écrits originaux ont disparu. De plus, un autre problème de taille est le fait que les jardins suspendus n'apparaissent pas dans la description de Babylone laissée par Hérodote, qui passe pourtant pour avoir visité la ville et en a laissé un long compte-rendu. En fin de compte, cinq textes retiennent l'attention (voir plus bas à Sources antiques pour les extraits), et en particulier les deux premiers :
- Diodore de Sicile (Ier siècle av. J.-C.) a laissé dans sa Bibliothèque historique la description la plus détaillée des jardins, qui aurait été reprise à partir de la biographie d'Alexandre le Grand laissée par Clitarque d'Alexandrie (autour de 300 av. J.-C.), qui aurait visité Babylone, ou des écrits de Ctésias de Cnide qui a été médecin à la cour perse et a donc aussi résidé dans la ville[1].
- La source jugée comme la plus fiable par les partisans de l'existence des jardins suspendus est la courte citation de Bérose par Flavius Josèphe au Ier siècle dans Contre Apion et les Antiquités juives[2]. Bérose étant un prêtre originaire du grand temple de Babylone qui a rédigé un ouvrage très bien informé, les Babyloniaka, pour mieux faire connaître sa civilisation d'origine aux Grecs, il peut être considéré que le fait qu'il mentionne les jardins rend leur existence incontestable. Néanmoins, le passage cité a été remis en question : il ne s'agit pas d'une citation directe de Bérose, car Flavius Josèphe ne connaît cet auteur que par un résumé, celui d'Alexandre Polyhistor, et la mention des jardins suspendus aurait pu être ajoutée par ce dernier d'après la description de Clitarque[3]. Mais une précision comme la mention de Nabuchodonosor II en tant que constructeur des jardins plaiderait pour l'attribution à Bérose qui aurait pu avoir accès à des sources babyloniennes inconnues des chercheurs actuels[4].
- L'historien romain Quinte Curce dans son Histoire d'Alexandre (Ier siècle) a rédigé une description détaillée des jardins reprise d'auteurs grecs (Clitarque, Ctésias ou Diodore)[5].
- Le géographe Strabon (Ier siècle av. J.-C.-Ier siècle), lui aussi à partir d'autres sources grecques (dont Onésicrite ?), a écrit un long passage sur les jardins suspendus dans sa Géographie[6].
- Enfin, la consécration des jardins suspendus en tant que « merveille du monde » vient de la liste laissée par Philon de Byzance dans son ouvrage De septem orbis spectaculis, dont la datation reste débattue, puisque si l'auteur a vécu au IIIe siècle av. J.-C. certains passages de l'ouvrage qui lui est attribué auraient pu être rédigés au IVe siècle[7].

Plus généralement, les descriptions des auteurs gréco-romains s'intéressent généralement à la ville de Babylone en tant que sorte de « mégapole » antique, et mettent l'emphase sur un autre de ses monuments, à savoir ses murailles dont la taille est mythifiée (22 mètres d'après Diodore et Strabon, 100 mètres d'après Hérodote), autant voire plus que sur les jardins suspendus. Ceux-ci sont certes passés à la postérité comme la « merveille » de Babylone par le succès de la liste de Philon, mais ils n'ont pas spécifiquement retenu l'attention des descriptions antiques de la cité si on en juge par le peu de mentions dont ils font l'objet.

### L'histoire des jardins
Bérose attribue la construction des jardins suspendus à Nabuchodonosor II (604-562 av J.-C.). Il aurait fait construire cet édifice pour son épouse, originaire de Médie, pays montagneux de l'Iran occidental, pour soigner sa nostalgie de son pays natal et de sa verdure, qui contrastait avec le relief plat et le climat aride de Babylone. Un autre passage de Bérose indique le nom de la reine, Amytis de Médie, que Nabuchodonosor a épousée à la suite de l'alliance entre son père Nabopolassar et le roi des Mèdes Cyaxare au moment de la destruction de l'Assyrie. Cette histoire romantique est rapportée de manière abrégée (sans mention du nom du roi) dans les descriptions de Diodore et Quinte-Curce. Si les jardins ont bien existé, il est logique de situer leur construction durant le règne de Nabuchodonosor, qui voit la réalisation de travaux de construction majeurs à Babylone, notamment la réfection des palais et des temples, mais aussi des murailles et un rehaussement général d'une partie de la ville face à la montée de la nappe phréatique. Mais on en revient au problème récurrent sur les jardins suspendus : Nabuchodonosor n'en parle dans aucune des nombreuses inscriptions de fondation qu'il a laissées pour commémorer ses chantiers.

### Descriptions des jardins
Les descriptions des jardins suspendus, une fois comparées, ne sont pas toujours cohérentes même si certaines informations sont concordantes, d'autant plus que l'interprétation de leur vocabulaire pose parfois problème. Même si les récits reposent beaucoup sur des sources originales identiques, il y a quelques divergences. La localisation des édifices est plus ou moins précise, mais il est manifeste qu'ils sont dans un secteur palatial, décrit comme une citadelle, ce qui correspond bien au secteur du Kasr du site de Babylone, d'autant plus que Diodore et Strabon ajoutent la proximité de l'Euphrate.
Les descriptions plus ou moins détaillées des édifices sont moins concordantes, au-delà du dénominateur commun qui est la présence d'arbres plantés en hauteur. D'après l'analyse des descriptions de Diodore, Strabon et Quinte Curce, il ressort que les jardins auraient au sol la forme d'un carré d'environ 120 mètres de côté (4 plèthres). Diodore et Quinte Curce se rejoignent pour décrire un ouvrage aux murs épais propres à supporter le poids des jardins. Dans la description de Strabon, les piliers qui supportent l'édifice se rejoignent par des arcades voûtées. L'édifice est selon lui construit avant tout en briques, tandis que pour les autres auteurs la pierre occupe une place importante, ce qui est peu en accord avec les traditions architecturales babyloniennes. L'élévation des jardins se ferait avec plusieurs terrasses, peut-être en escalier. Diodore, qui lui donne une vingtaine de mètres de hauteur (50 coudées) décrit un procédé complexe associant plusieurs couches de pierre, roseau, bitume et plomb mis au point pour éviter que l'humidité de la terre constituant la couche supérieure du sol des jardins ne se répande plus bas. Sa description des galeries supportant les jardins est cependant moins claire. L'acheminement de l'eau vers les jardins en hauteur est un autre point intéressant des récits. Philon, le plus intéressé par les aspects techniques de l'édifice, décrit longuement le système des canaux servant à irriguer le parc. Strabon reste le seul à décrire clairement le moyen par lequel l'eau est élevée, à savoir une vis d'Archimède, actionnée par des humains, qui semble se retrouver dans l'évocation d'un système de conduits et de spirales chez Philon. Suivant Strabon et Diodore, l'eau provient de l'Euphrate. Cela servirait à faire vivre des jardins luxuriants, où sont plantés de grands arbres d'espèces très variées.
Malgré des descriptions plus réalistes, c'est l'image féerique de Philon dans son ouvrage De septem orbis spectaculis qui reste ancrée dans les mémoires : « Le jardin qu'on appelle suspendu, parce qu'il est planté au-dessus du sol, est cultivé en l'air ; et les racines des arbres font comme un toit, tout en haut, au-dessus de la terre ».

### Extraits des descriptions antiques
- Diodore de Sicile, Bibliothèque historique, II, 10, 1-6 [détail des éditions] : « Il y avait dans la citadelle le jardin suspendu, ouvrage, non pas de Sémiramis, mais d'un roi syrien postérieur à celle-ci [Nabuchodonosor] : il l'avait fait construire pour plaire à une concubine. On raconte que cette femme, originaire de la Perse, regrettant les prés de ses montagnes, avait engagé le roi à lui rappeler par des plantations artificielles la Perse, son pays natal. Ce jardin, de forme carrée, avait chaque côté de quatre plèthres ; on y montait, par des degrés, sur des terrasses posées les unes sur les autres, en sorte que le tout présentait l'aspect d'un amphithéâtre. Ces terrasses ou plates-formes, sur lesquelles on montait, étaient soutenues par des colonnes qui, s'élevant graduellement de distance à distance, supportaient tout le poids des plantations ; la colonne la plus élevée, de cinquante coudées de haut, supportait le sommet du jardin, et était de niveau avec les balustrades de l'enceinte. Les murs, solidement construits à grands frais, avaient vingt-deux pieds d'épaisseur, et chaque issue dix pieds de largeur. Les plates-formes des terrasses étaient composées de blocs de pierres dont la longueur, y compris la saillie, était de seize pieds sur quatre de largeur. Ces blocs étaient recouverts d'une couche de roseaux mêlés de beaucoup d'asphalte ; sur cette couche reposait une double rangée de briques cuites, cimentées avec du plâtre ; celles-ci étaient, à leur tour, recouvertes de lames de plomb, afin d'empêcher l'eau de filtrer à travers les atterrissements artificiels, et de pénétrer dans les fondations. Sur cette couverture se trouvait répandue une masse de terre suffisante pour recevoir les racines des plus grands arbres. Ce sol artificiel était rempli d'arbres de toute espèce, capables de charmer la vue par leur dimension et leur beauté. Les colonnes s'élevaient graduellement, laissaient par leurs interstices pénétrer la lumière, et donnaient accès aux appartements royaux, nombreux et diversement ornés. Une seule de ces colonnes était creuse depuis le sommet jusqu'à sa base ; elle contenait des machines hydrauliques qui faisaient monter du fleuve une grande quantité d'eau, sans que personne pût rien voir à l'extérieur. Tel était ce jardin qui, comme nous l'avons dit, fut construit plus tard. »[Note 1]
- Flavius Josèphe, Antiquités judaïques, X, XI, 226-227 [détail des éditions] : « Il éleva aussi des places élevées pour la promenade, en pierre, et les fit ressembler à des montagnes, et les bâtit de manière à ce qu'elles puissent être plantées de toutes sortes d'arbres. Il a également érigé ce qu'on a appelé un paradis suspendu, parce que sa femme était désireuse d'avoir des choses comme son propre pays, elle ayant été élevée dans les palais de Médie. »[Note 2]
- Flavius Josèphe, Contre Apion, I, XIX, 141 : « Maintenant, dans ce palais, il érigea de très hautes allées, soutenues par des piliers de pierre, et en plantant ce qu'on appelait un paradis suspendu, et en le remplissant de toutes sortes d'arbres, il donna à la perspective une ressemblance exacte d'un pays montagneux. Cela, il l'a fait pour plaire à sa reine, car elle avait été élevée en Médie et aimait une situation montagneuse. »[Note 3]
- Strabon, Géographie, XVI, I, 5 [détail des éditions] : « Babylone est située, elle aussi, dans une plaine. Ses remparts ont trois cent soixante-cinq stades de circuit, trente-deux pieds d'épaisseur et cinquante coudées de hauteur dans l'intervalle des tours, qui elles-mêmes sont hautes de soixante coudées. Au haut de ce rempart on a ménagé un passage assez large pour que deux quadriges puissent s'y croiser. On comprend qu'un pareil ouvrage ait été rangé au nombre des Sept Merveilles du monde, et le Jardin suspendu pareillement. Ce jardin, immense carré de quatre plèthres de côté, se compose de plusieurs étages de terrasses supportées par des arcades dont les voûtes retombent sur des piliers de forme cubique. Ces piliers sont creux et remplis de terre, ce qui a permis d'y faire venir les plus grands arbres. Piliers, arcades et voûtes ont été construits rien qu'avec des briques cuites au feu et de l'asphalte. On arrive à la terrasse supérieure par les degrés d'un immense escalier, le long desquels ont été disposées des limaces ou vis hydrauliques, destinées à faire monter l'eau de l'Euphrate dans le jardin, et qui fonctionnent sans interruption par l'effort d'hommes commis à ce soin. L'Euphrate coupe en effet la ville par le milieu. Sa largeur est d'un stade et le jardin suspendu le borde. »[Note 4]
- Quinte-Curce, Histoire d’Alexandre, V, I, 32-35 : « Au-dessus de la citadelle sont ces jardins suspendus, merveille devenue célèbre par les récits des Grecs; ils égalent en élévation le sommet des murailles, et doivent un grand charme à une foule d'arbres élevés et à leurs ombrages. Les piliers qui soutiennent tout l'ouvrage sont construits en pierre: au-dessus de ces piliers est un lit de pierres carrées fait pour recevoir la terre que l'on y entasse à une grande profondeur, ainsi que l'eau dont elle est arrosée. Et telle est la force des arbres qui croissent sur ce sol créé par l'art, qu'ils ont à leur base jusqu'à huit coudées de circonférence, s'élancent à cinquante pieds de hauteur, et sont aussi riches en fruits que s'ils étaient nourris par leur terre maternelle. D'ordinaire le temps, dans son cours, détruit, en les minant sourdement, les travaux des hommes et jusqu'aux œuvres de la nature ; ici, au contraire, cette construction gigantesque, pressée par les racines de tant d'arbres et surchargée du poids d'une si vaste forêt, dure sans avoir souffert aucun dommage : c'est que vingt larges murailles la soutiennent, séparées les unes des autres par un intervalle de onze pieds, de telle sorte que, dans le lointain, on dirait des bois qui couronnent la montagne où ils sont nés. La tradition rapporte qu'un roi de Syrie, qui régnait à Babylone, entreprit ce monument par tendresse pour son épouse, qui, sans cesse regrettant l'ombrage des bois et des forêts dans ce pays de plaines, obtint de lui d'imiter, par ce genre de travail, les agréments de la nature. »[Note 5]
- (Pseudo-)Philon de Byzance, Des Sept Merveilles du monde
- Souda, Nu, 7 (à propos de Nabouchodonosor II) : « Roi de Babylone, qui a fondé la grande ville de Babylone et a conçu la citerne et au-dessus le verger (appelé les jardins suspendus) et y a planté toutes sortes de plantes. Sa femme était ravie de s'y promener et d'arpenter tout le pays, elle-même vue de personne. »[Note 6]

## Visions d'artistes et de savants européens avant les fouilles de Babylone

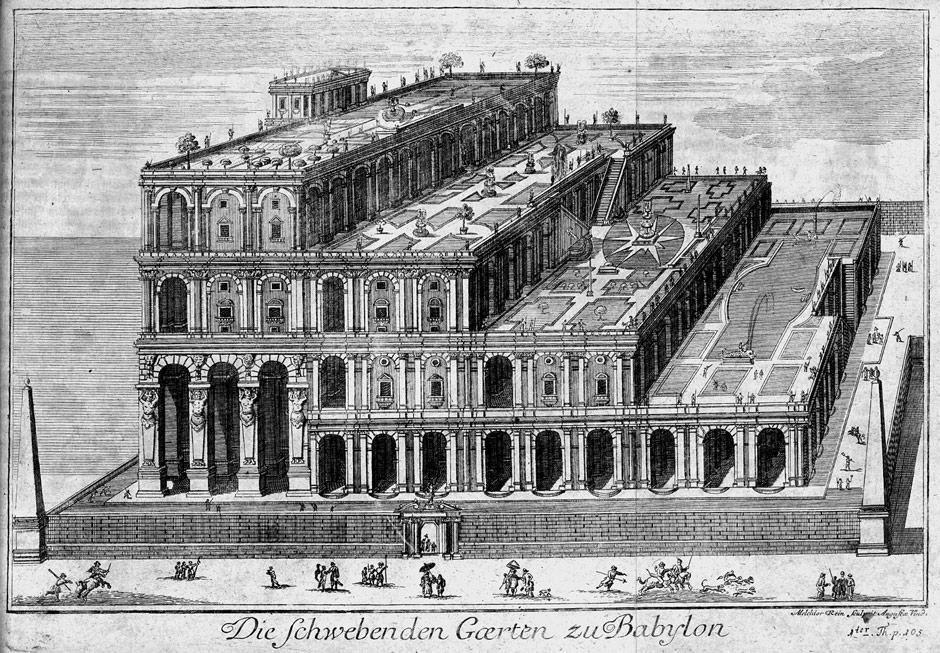
Représentation des Jardins suspendus de Babylone par Athanasius Kircher (impression de 1726), avec des formes architecturales baroques de son temps.

Héritiers de la tradition littéraire gréco-romaine, plusieurs artistes et savants de l'Europe ont été inspirés par les récits relatifs à Babylone, mais ont été beaucoup plus marqués par le mythe de la Tour de Babel venant de la Genèse que par les descriptions des Jardins suspendus. Du reste, comme dans les textes antiques ce monument n'apparaît qu'au sein d'une description de la ville de Babylone qui est la véritable merveille qui intéresse les artistes. Ses murailles sont également perçues comme une merveille. Les représentations des jardins sont de ce fait peu nombreuses, et jamais isolées. À l'époque moderne, ils figurent dans les représentations de Babylone par l'artiste hollandais Maarten van Heemskerck (XVIe siècle) et par le savant allemand Athanasius Kircher (XVIIe siècle), largement inspirées de certaines descriptions d'auteurs antiques pour l'aspect général de l'édifice, reprennent cependant des formes architecturales de leur temps, notamment le baroque pour le second. En 1814, dans son ouvrage L’art de bâtir, l'architecte français Jean-Baptiste Rondelet cherche à donner une représentation plus documentée et réaliste de l'édifice, appuyée sur l'analyse de quelques fragments de briques ramenés de sites de Babylonie, ce qui lui permet de proposer une tentative de reconstitution qui s'approche de celles des archéologues du siècle suivant. Après la redécouverte des premiers sites archéologiques mésopotamiens à partir du milieu du XIXe siècle, les artistes peuvent proposer des représentations de Babylone et de ses monuments inspirées par les publications scientifiques, mais comme pendant longtemps ils ne disposent que de sources artistiques et architecturales assyriennes ce qu'ils proposent est peu en accord avec ce que vont révéler les fouilles de Babylone, qui permettent alors des discussions sur les Jardins suspendus appuyées sur de la documentation provenant de leur site supposé, menées par des spécialistes du sujet.

## Les recherches modernes: une localisation débattue

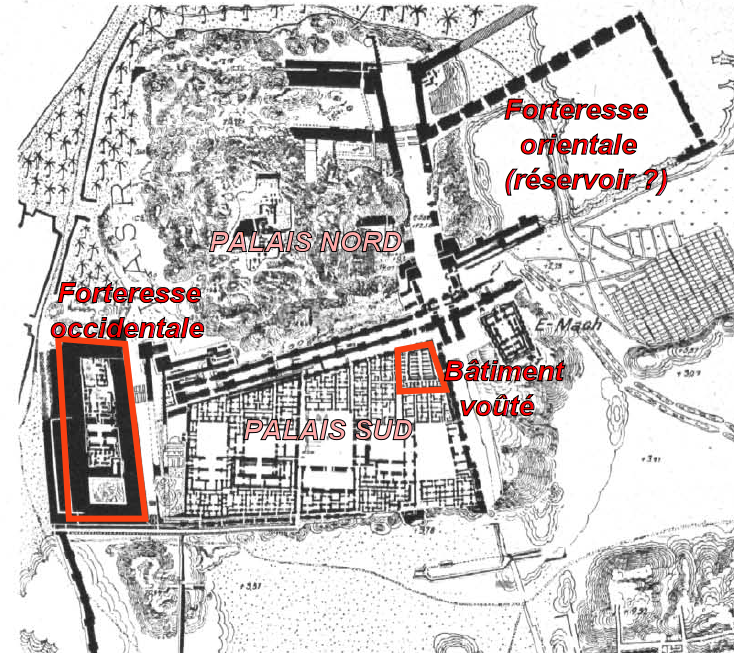
Les zones fouillées des palais royaux du site du Kasr à Babylone et des emplacements possibles des Jardins suspendus.

Le début des fouilles de Babylone à partir de 1899 et les traductions des textes cunéiformes exhumés en Mésopotamie, notamment ceux de l'époque de Nabuchodonosor II, ont permis le développement des recherches modernes sur les Jardins suspendus. Néanmoins aucune découverte décisive n'a été faite : les jardins suspendus ne sont évoqués dans aucun texte babylonien, et leurs ruines n'ont pas été localisées avec certitude. Cela a donné lieu à de nombreuses propositions, qui vont de la proposition de localisation de ce monument sur le site même de Babylone jusqu'à la négation de leur existence.

### À Babylone: des jardins introuvables?

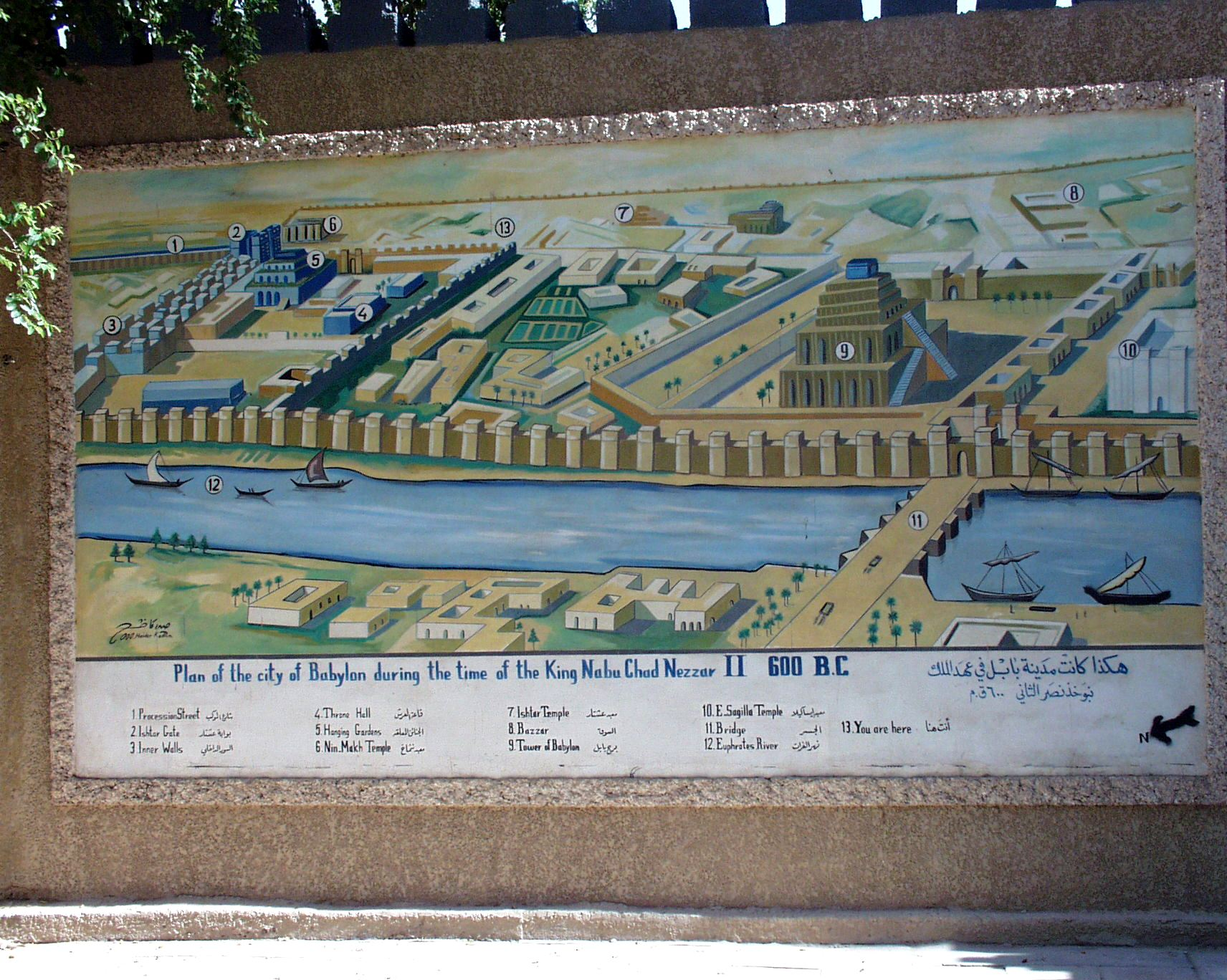
Plan mural de Babylone sous le règne de Nabuchodonosor II, sur le site touristique. : une des localisations possibles des jardins suspendus.

Pour ceux qui admettent l'existence de l'édifice, les sources écrites sont souvent imprécises, et ce n'est qu'en les combinant que peut ressortir une image plus précise des édifices pour aider à restituer leur localisation dans la ville et leur aspect.
Les jardins suspendus de Babylone n'ont jamais pu être identifiés avec certitude sur le site. Aucun texte babylonien ne les évoque, si l'on excepte le cas de Bérose. Il est frappant qu'aucune inscription de fondation de Nabuchodonosor II ne mentionne cet édifice, alors que les autres édifices majeurs de Babylone évoqués dans les sources classiques sont attestés dans les textes cunéiformes. Ce fait a pu être utilisé pour justifier un scepticisme quant à l'existence réelle de ces jardins, voire une négation de leur existence. Du fait de la nature des ruines de Babylone, une telle construction ne peut avoir survécu aux outrages du temps car les parties hautes des bâtiments ont disparu depuis l'Antiquité. En revanche, les analyses des données des fouilles du site combinées à celles des sources antiques ont permis à plusieurs archéologues et assyriologues de proposer plusieurs emplacements possibles pour les jardins suspendus de Babylone. Ils se sont tous portés vers la zone des palais royaux, qui paraît le mieux correspondre à la description de Bérose.
Le premier à avoir proposé une localisation argumentée par des données de fouilles est Robert Koldewey, le directeur des campagnes allemandes qui ont dégagé les principaux bâtiments de Babylone lors d'une série de campagnes archéologiques à Babylone entamée en 1899. Selon lui, les jardins suspendus étaient localisés dans une construction du Palais sud, le bâtiment voûté, situé au nord-est de l'édifice près du mur d'enceinte intérieur. Cette identification s'appuie sur la présence de 14 chambres voûtées, de murs épais pouvant supporter une construction lourde, ainsi que de trois puits juxtaposés ayant pu servir pour une machine hydraulique importante alimentant les jardins. Cette identification est désormais rejetée, cet édifice étant plutôt identifié comme un magasin ou une sorte de prison sur la base des tablettes qui y ont été retrouvées. Il est trop petit par rapport aux descriptions antiques, trop éloigné de l'Euphrate, et situé dans une partie du palais réservée à l'administration ce qui se raccorde mal à sa fonction de jardin d'agrément pour le roi.
Le dossier a été relancé plusieurs décennies après par D. Wiseman a proposé à son tour une localisation des jardins suspendus reposant sur une analyse poussée des sources écrites et archéologiques disponibles. Il les situe sur et au nord de la « Forteresse occidentale », bâtiment aux murs épais et de dimensions au sol d'environ 110 × 230 mètres, construit sur le bord de l'Euphrate au temps de Nabuchodonosor II. Il semble en mesure de supporter une construction sur terrasses, mais Wiseman ne se limite pas à celle-ci, puisqu'il restitue un vaste complexe en amphithéâtre ouvrant sur un parc plat. Elle est ainsi reliée au Palais nord, résidence principale de Nabuchodonosor. Les jardins seraient irrigués par des eaux apportées depuis un vaste réservoir (la « Forteresse orientale »). Cette localisation semble séduire d'autres auteurs (Nagel, Hrouda), mais elle suscite aussi des objections. Selon D. Stevenson, l'emplacement pourrait avoir été recouvert par l'Euphrate à l'époque néo-babylonienne, et sinon exposé aux vents du désert venant du nord. De toute manière le fait qu'il y ait eu de la place disponible pour le parc à l'endroit où il est situé n'est pas prouvé. De plus les jardins ne ressembleraient pas à des jardins surélevés mais plus à un parc du type des paradis perses, la solution pour l'irrigation n'est pas vraiment concluante. Pour Reade, le meilleur emplacement candidat est la seule Forteresse occidentale (en admettant des objections possibles).
Pour D. Stevenson, les jardins suspendus étaient un édifice autonome peut-être relié au Palais sud. Il les situe au sud du site des palais, sur les ruines d'un monticule de date inconnue qui n'a pas été fouillé. Reade a également retenu comme candidat potentiel le site de Tell Babil, au nord de Babylone, où se trouvait un palais royal, mais il admet que c'est un candidat peu satisfaisant. Selon lui les meilleures propositions pour la localisation des jardins suspendus voire d'autres jardins royaux ayant pu exister à la même époque restent néanmoins dans les alentours des palais royaux principaux, sur le site du Kasr.
M. Streck a quant à lui proposé de localiser les jardins dans le palais Nord, édifice moins bien préservé par les fouilles. Cette localisation est également retenue par Pédersen, jugeant que la description de Bérose plaide plutôt en faveur de cet édifice. Selon les fouilleurs du site, Palais nord est édifié sur une terrasse haute d'une quinzaine de mètres de hauteur. Il est alors proposé qu'elle s'élèverait par paliers, avec des terrasses larges surtout sur son côté ouest face au fleuve, où se trouveraient les jardins.

### Propositions de reconstitution
Les études de Wiseman, Stevenson et Reade se sont accompagnées de descriptions plus précises de l'aspect des édifices, reposant sur la combinaison des descriptions des auteurs Grecs et Romains et des connaissances sur les techniques de construction et d'irrigation babyloniennes. L'élévation se fait pour les trois auteurs suivant un aspect rappelant celui des ziggurats, à savoir une succession de terrasses superposées en recul les unes par rapport aux autres. Pour Wiseman, les jardins ont l'aspect général d'un amphithéâtre bordé par deux jardins en terrasse au sud et à l'est, descendant vers un jardin au sol. Seule une partie du parc serait suspendue. Pour Reade, les jardins seraient situés sur le seul Fort occidental, plus en accord avec les dimensions données par les auteurs grecs (entre 105 et 115 mètres de côté). L'édifice est fermé sur lui-même, coupé de l'extérieur par des murs alors que les terrasses sont situées plutôt sur deux côtés et se font face descendent vers une esplanade par où se fait l'accès depuis le palais. Pour Stevenson, qui est partisan d'un édifice carré isolé des palais royaux, les jardins suspendus sont constitués de cinq terrasses superposées, descendant sur deux côtés opposés vers l'extérieur et non l'intérieur à la différence des deux autres propositions. Cet auteur, qui a longuement étudié les alternatives de moyens d'élévation de l'eau, est partisan de roues élévatrices à eau et non de vis d'Archimède malgré la description de Strabon, car cette technique n'est pas connue à l'époque de Nabuchodonosor II. Mais une source assyrienne semble décrire un tel procédé, qui aurait donc été possible pour les jardins babyloniens.

### Une fiction?
Plusieurs questions ont été soulevées sur la crédibilité des auteurs grecs évoquant les jardins suspendus, qui ont conduit R. J. van der Spek à émettre l'idée selon laquelle les jardins suspendus n'avaient jamais été construits. La critique moderne a isolé quelques auteurs qui semblent à la source des descriptions des jardins suspendus, Clitarque, Ctésias et Bérose, mais il est possible que le passage concernant les jardins ait été interpolé dans leur œuvre ou leurs résumés dans l'Antiquité. De ce fait, étant donné qu'aucune source babylonienne (cunéiforme) n'identifie les jardins à l'époque de Nabuchodonosor alors que les travaux de celui-ci sont bien documentés, il est envisageable que les jardins suspendus soient une invention d'un auteur grec, ou une fable développée à l'époque perse et reprise par un auteur grec. Elle s'inspirerait certes des grands jardins royaux qui ont assurément existé à Babylone, mais sans avoir été suspendus,. P.-A. Beaulieu penche également pour une légende, dont l'origine n'est pas identifiable.

### Des jardins suspendus à Ninive?

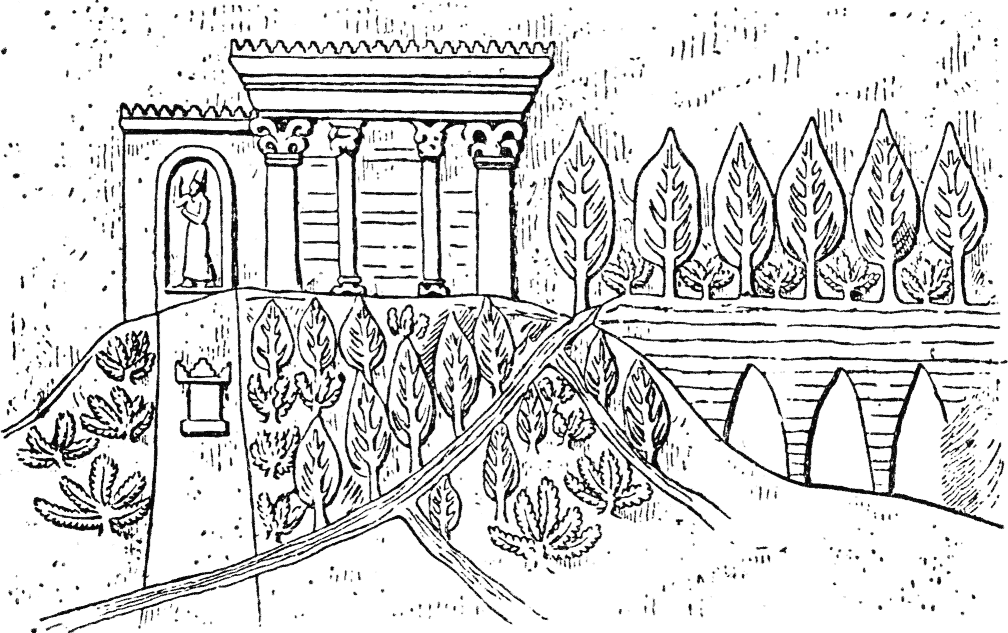
Représentation des jardins royaux de Ninive, d'après un bas-relief du palais de Sennachérib, avec peut-être une forme de jardins suspendus sur des arches en pierre, en haut à droite. British Museum, référence ME 124939A.

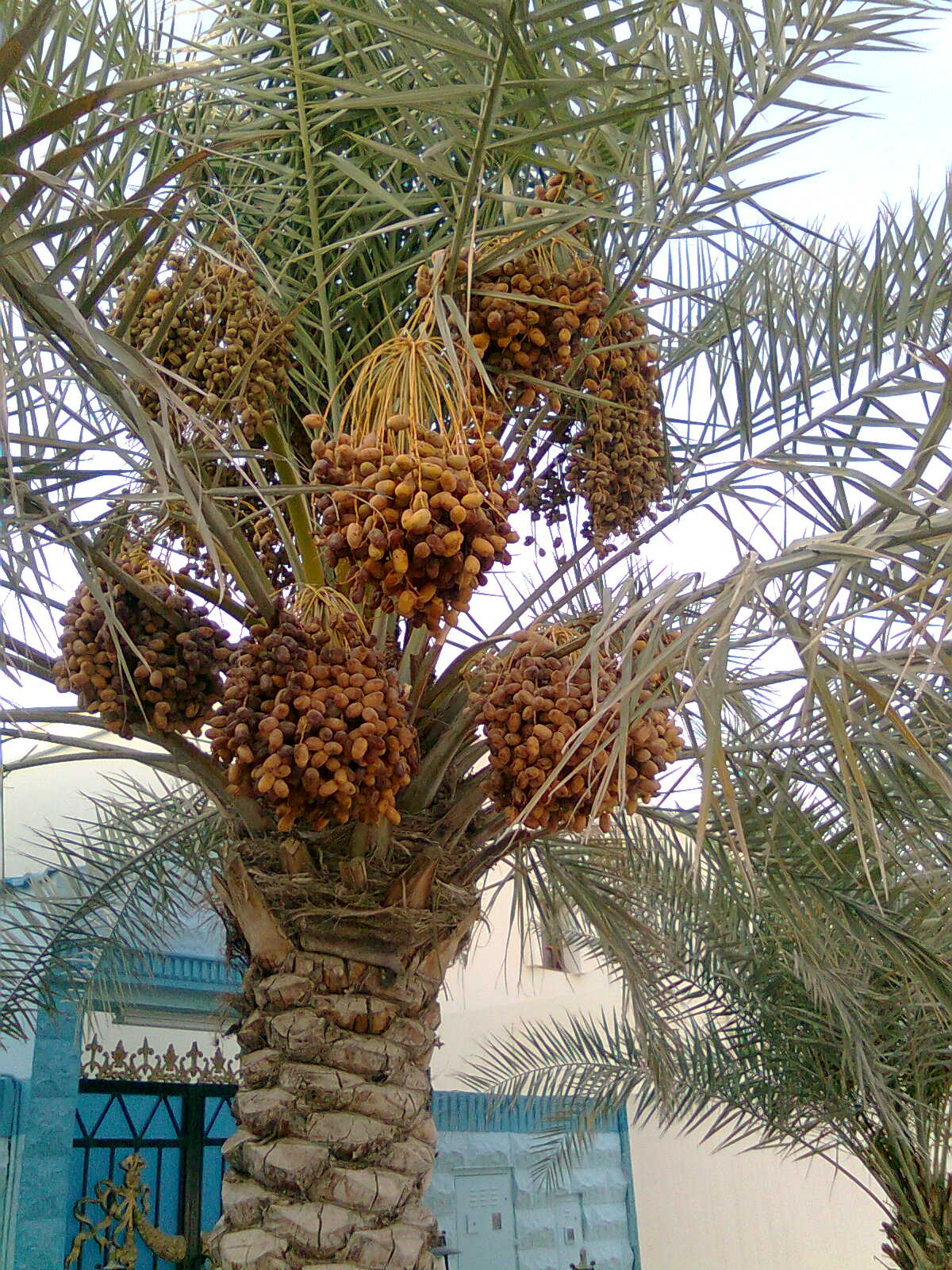
Le texte de Sennacherib décrit la vis d'Archimède d'après la spirale du stipe du palmier dattier.

Une autre proposition conteste la localisation de la « merveille » à Babylone. Elle est venue de Stephanie Dalley (en), qui a émis l'hypothèse suivant laquelle les jardins suspendus étaient en fait situés à Ninive, capitale de l'Assyrie, et rivale de Babylone avant que le père de Nabuchodonosor II, Nabopolassar, ne participe à sa destruction avec ses alliés Mèdes. La proposition de Dalley repose notamment sur le fait que certains auteurs grecs classiques confondent Ninive et Babylone (avant tout Ctésias), ce qui rendrait possible une confusion sur la localisation des jardins. De plus, alors que les jardins sont peu mentionnés dans les sources des rois babyloniens, celles de leurs homologues d'Assyrie les mettent souvent en avant, notamment Sennachérib lorsqu'il fait reconstruire et agrandir Ninive quand il l'élève au rang de capitale. Les Assyriens sont passés maîtres dans la confection des jardins d'agrément, et ont pu développer des jardins suspendus alimentés en eau notamment par des chadoufs. Un bas-relief, conservé au British Museum, d'un palais de Ninive représente un jardin avec des arbres poussant apparemment sur une construction supportée par des arches, qu'il est difficile d'identifier, mais qui pourrait représenter une sorte de jardin suspendu (bien qu'il ressemble plus à une sorte d'aqueduc,). Dalley propose également de retrouver dans un texte de Sennachérib une mention d'un type de vis d'Archimède (à l'aide d'une métaphore évoquant le stipe du palmier dattier dont les cicatrices dessinent une spirale), qui pourrait servir à élever de l'eau pour arroser des jardins suspendus, ce besoin en eau étant estimé à 300 tonnes par jour.
Pour autant, même s'il existe des indices textuels et artistiques attestant la possibilité de la construction de jardins suspendus à Ninive, ils ne sont pas décisifs. Et le fait qu'il y ait eu des jardins suspendus dans cette ville n'exclut pas la possibilité qu'il y en ait eu à Babylone, d'autant plus que les Babyloniens ont repris plusieurs traditions de la royauté assyrienne. De ce fait, même si elle a pu être jugée séduisante et qu'elle a connu une large diffusion, cette proposition de « jardins suspendus de Ninive » est à tout le moins indémontrable. D'autres spécialistes se sont montrés plus critiques, jugeant la position de Dalley intenable. Bichler et Rollinger ont en particulier critiqué son utilisation des sources classiques qui selon eux ne lui permettent pas d'arriver à ses conclusions. A. Bagg considère qu'elle fait une utilisation sélective et biaisée des sources antiques et que l'attribution de l'invention de la vis d'Archimède au règne de Sennachérib est peu crédible.

## Les jardins dans les sources cunéiformes
À défaut d'avoir pu identifier avec certitude une trace des jardins suspendus dans les textes cunéiformes de la Mésopotamie antique, les assyriologues ont identifié des jardins, royaux ou non, dans ce même type de source. Ainsi, l'hypothèse selon laquelle les jardins suspendus seraient à chercher en Assyrie renvoie au fait que ce pays a plus que les autres dans la Mésopotamie antique développé un art du jardin d'agrément manifestant la puissance royale, et que ses rois s'en sont longuement vantés dans leurs inscriptions et sur leurs bas-reliefs. Mais plus généralement des jardins ayant diverses fonctions sont attestés dans les sources cunéiformes.

### Les jardins royaux babyloniens
Il y a peu de trace de l'existence de jardins à la disposition des rois babyloniens. Des attestations largement antérieures remontent au règne de Hammurabi à l'époque de la première dynastie de Babylone (XVIIIe siècle av. J.-C.) : des tablettes exhumées à Mari envoyées par des militaires de cette cité dépêchés à Babylone dans le cadre d'une alliance évoquent des jardins dans le palais de Hammurabi, dans lesquels le roi de Babylone reçoit les troupes venues lui prêter main-forte :
- A.486+ = A.486+M.5319 : accueil, par Hammurabi, de mille Bédouins conduits depuis Mari par le général Bahdi-Addu et installés à Babylone puis accueillis dans le jardin pour un repas et une parade militaire[44].
- A.2475+ = ARM 26/2 366 : accueil, par Hammurabi, de mille soldats de Kazallu, installés, lors de leur arrivée à Babylone, dans un jardin dit la « palmeraie de Dilmun », pour un repas et des présents[45].

Pour l'époque proche du règne de Nabuchodonosor, la seule mention de l'existence de jardins royaux se trouve dans une tablette comportant une inscription du roi Mérodach-Baladan II (721-713 et 703 av. J.-C.) qui décrit des plantes qui poussent dans le jardin, sans doute servant pour la table du roi (ail, oignons, poireaux, laitues, concombres, radis, nombreux condiments et aromates).

### Les jardins royaux assyriens
C'est d'Assyrie que provient la documentation la plus importante concernant des jardins royaux en Mésopotamie antique. Les jardins ou parcs (kirimāḫu) ont une place importante dans les inscriptions de fondation néo-assyriennes, en particulier sous les Sargonides (722-612). Les rois cherchent à les faire à l'image des régions montagneuses (« comme le mont Amanus »), y introduisent des plantes et animaux venus de différentes régions de l'empire, symbolisant leur capacité à dominer et à organiser leur empire, à être des jardiniers et également des chasseurs, puisqu'ils y aménagent aussi des espaces giboyeux.

## Galerie

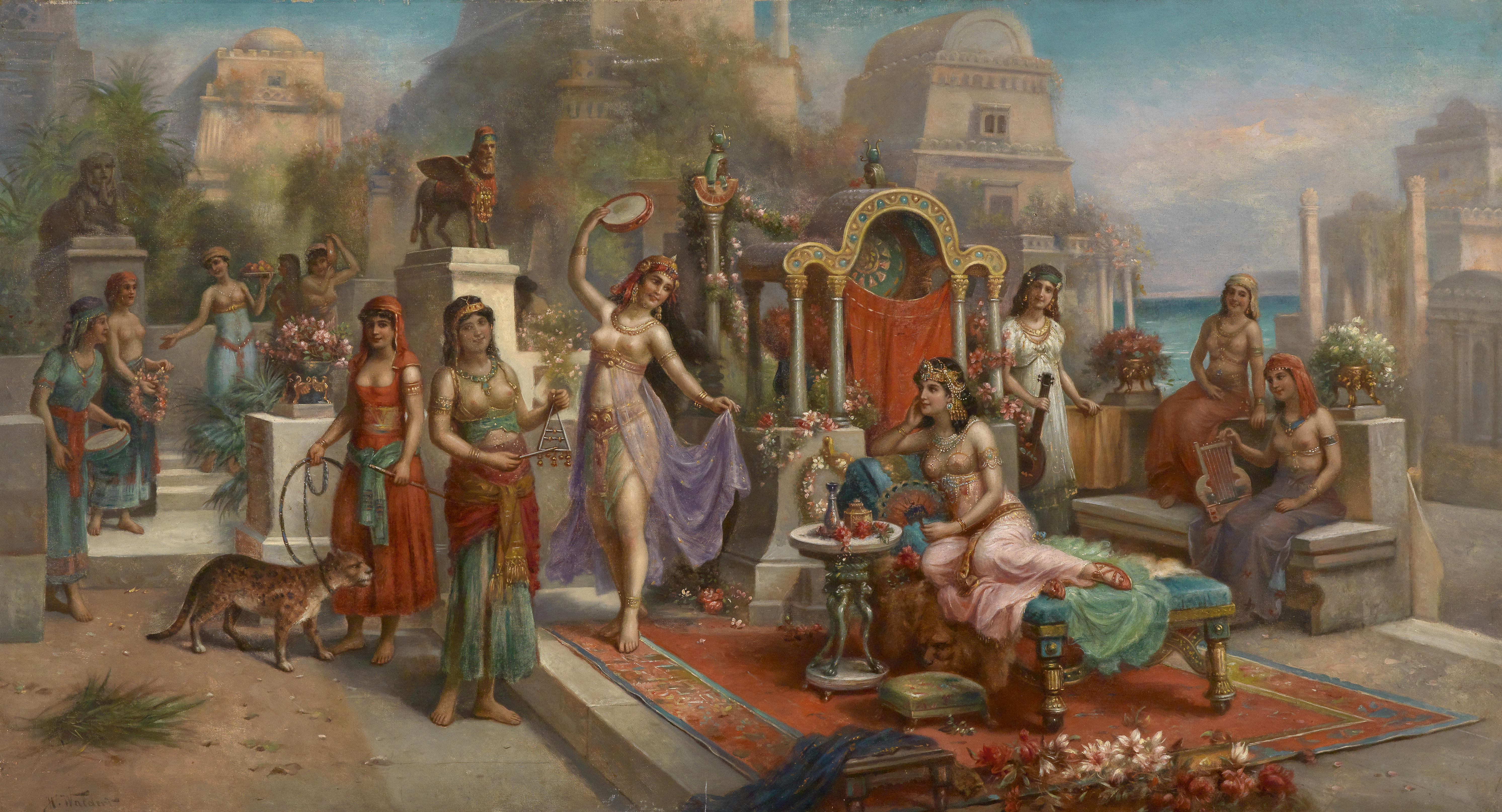
Jardins suspendus de la Sémiramis, peinture de H. Waldeck.
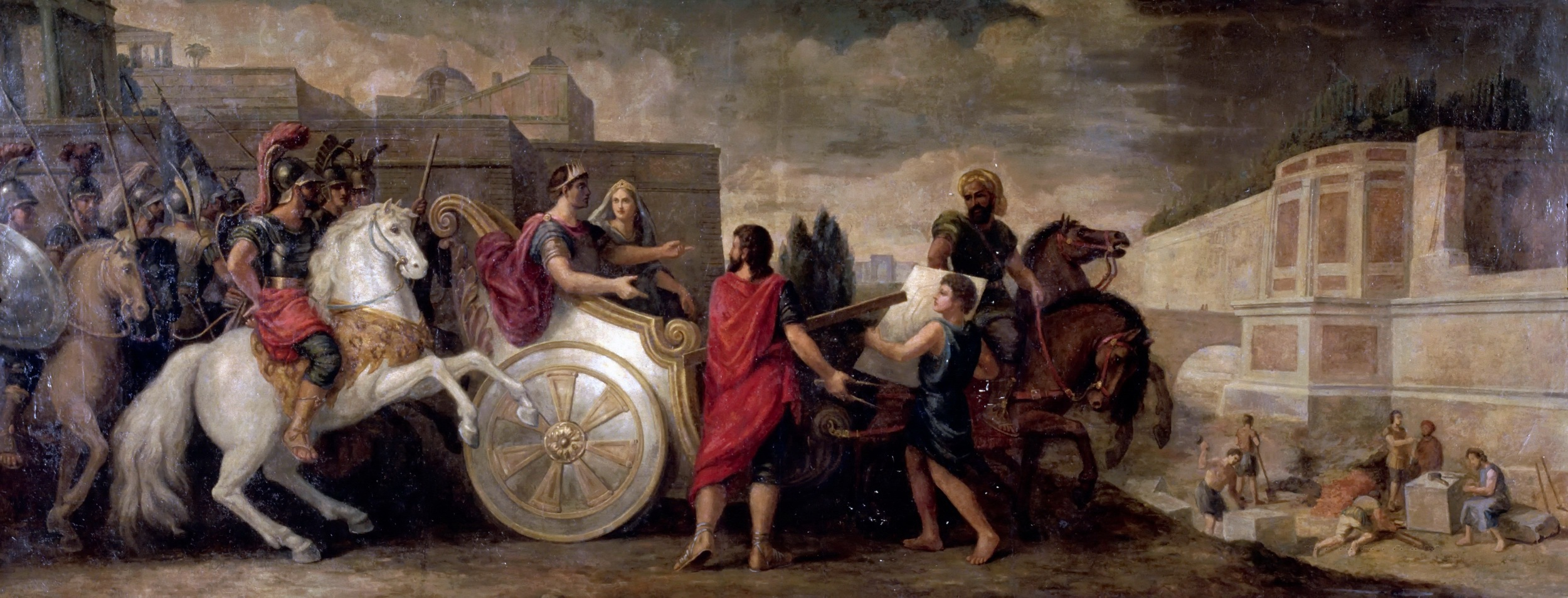
Nabuchodonosor et Sémiramis faisant élever les jardins de Babylone, 1676, René-Antoine Houasse, château de Versailles (France).
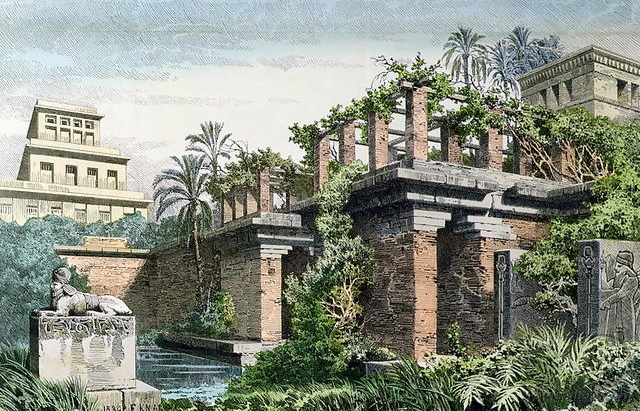
Les jardins suspendus de Babylone, série "Les sept merveilles du monde antique", 1886, Ferdinand Knab.
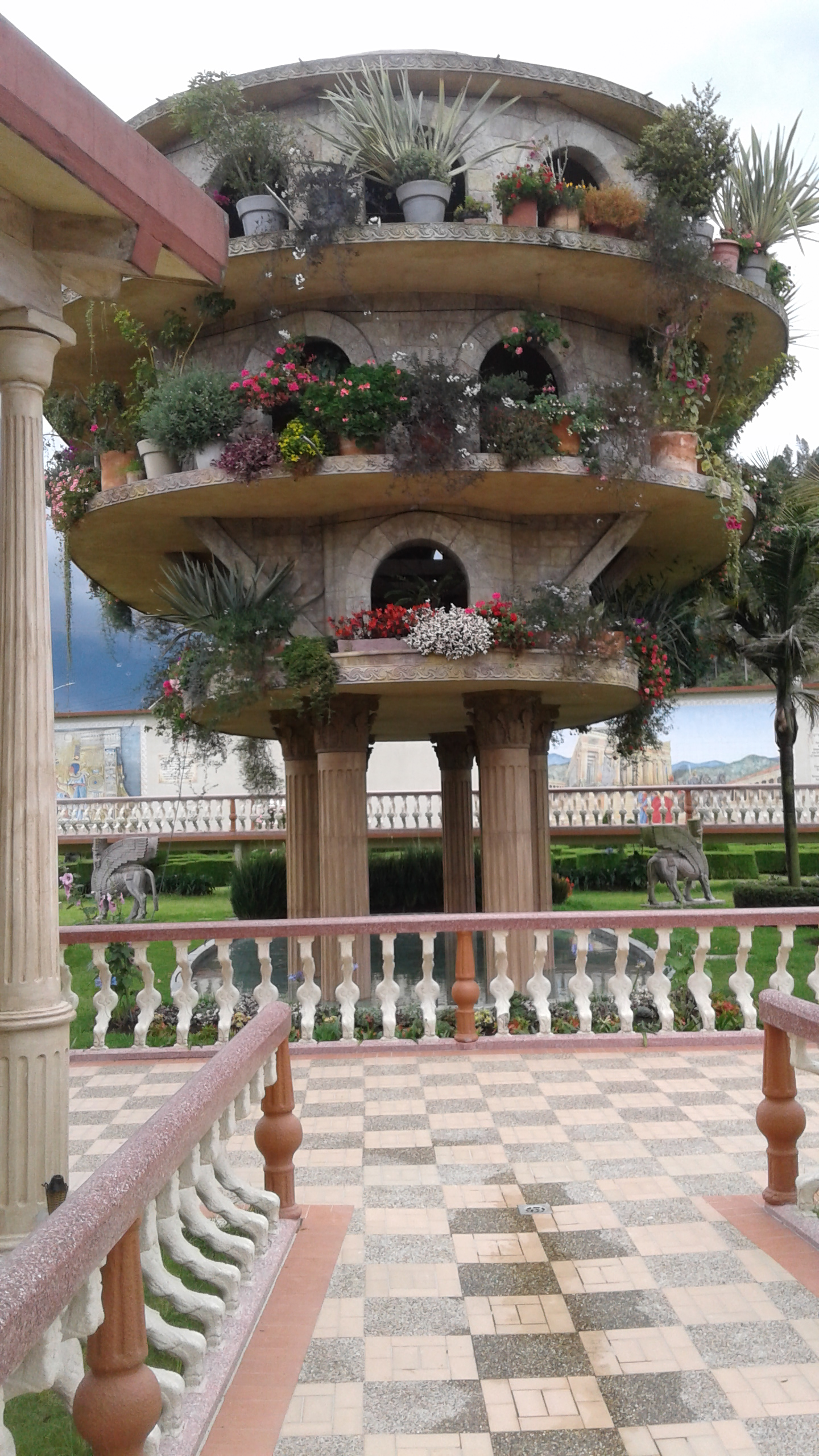
Reproduction des jardins dans le Parc Jaime Duque (es), Colombie.
Reproduction dans le jeu vidéo 0 A.D. (représentant l'empire Perse).